# Zgornja Javoršica
Zgornja Javoršica je naselje v Občini Moravče. Tu se je leta 1929 rodil slovenski pesnik Dane Zajc.